# Longobards
Els longobards (llatí: Langobardi; grec medieval: Λαγγοβάρδοι, Λογγοβάρδοι, Λαγγοβάρδαι o Λογγοβάρδαι) van ser un poble germànic originat en el poble dels sueus, dels quals constituïen probablement una de les tribus, i que va habitar diverses zones de la península Itàlica com la Llombardia (regió entre els Alps i el riu Po), o el Benevent al sud. El seu nom vindria de les paraules germàniques que volien dir 'barba llarga' (la majoria dels germànics anaven afaitats) o bé de les terres on vivien, les terres lange borde (planes fèrtils al costat d'un riu). El Regne de Llombardia, el Ducat de Spoleto, el Ducat i Principat de Benevent, el Principat de Salern i el Principat de Càpua eren estats longobards. L'historiador Pau el Diaca (segle viii), que era longobard (el seu nom era Guarnefrid), diu que eren originaris del sud d'Escandinàvia, on tenien el nom de vinils, i van canviar el nom després d'emigrar a Germània.

## Orígens

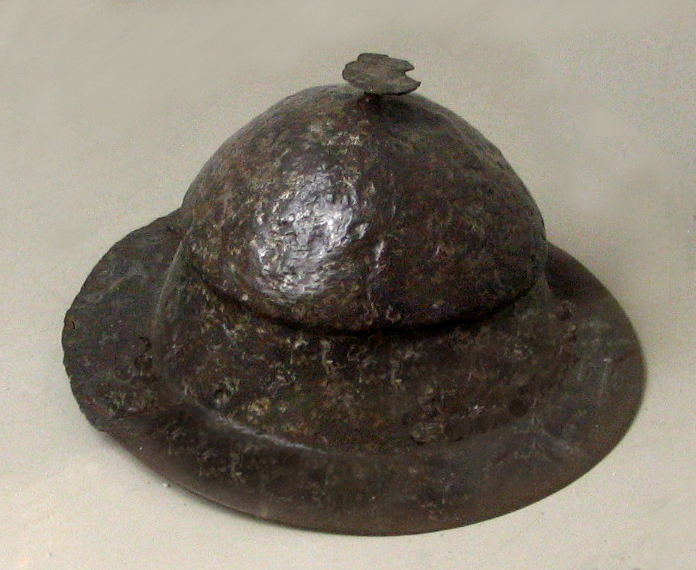
Casc longobard

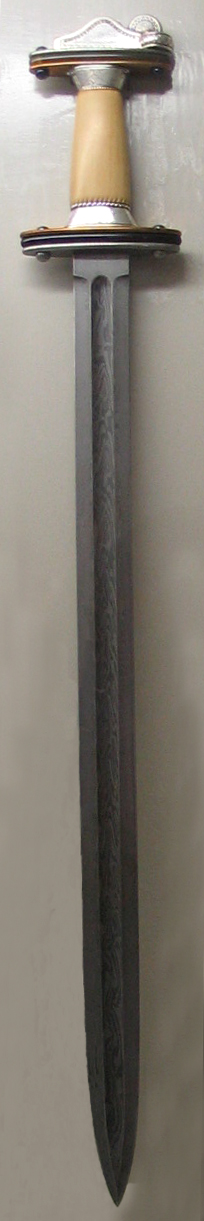
Espasa longobarda

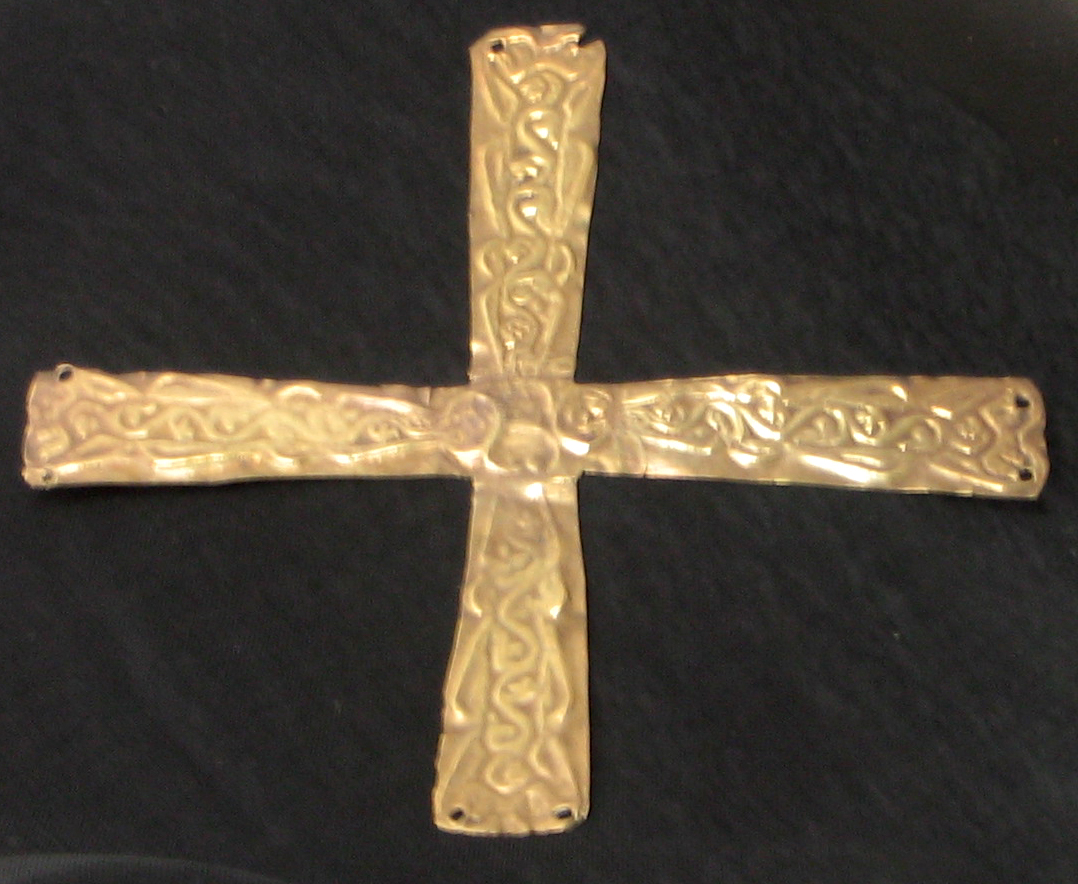
Creu longobarda

Entre els diferents pobles germànics que havien abandonat el seu antic territori per viure en millors terres, cal esmentar els longobards, un poble guerrer originari d'Escandinàvia. Comanats pels seus líders Ybor i Agió, es van instal·lar a l'Europa continental, a la ribera de l'Elba. A principis del segle i, habitaven la regió a l'oest de l'Elba inferior a l'esquerra del riu (al sud-oest de les terres del poble dels saxons, que habitaven les terres de la dreta de l'Elba cap a Jutlàndia). Limitaven a l'oest amb els caucis menors, els fosis i els angrivaris; al nord amb l'Elba; a l'est amb els sèmnons; i al sud amb els queruscs.
Després, van caure sota domini del rei marcomà Marobod, del qual després es van separar i juntament amb els sèmnons es van unir a la confederació dels queruscs contra els marcomans. A la mort d'Armini, el poder dels queruscs va entrar en decadència. El rei Ítal fou enderrocat i expulsat, però els longobards li van donar suport, el van restaurar, i van estendre els seus territoris cap al sud (Halle, Magdeburg i Leipzig). Però després, els longobards van desaparèixer de la història durant algun temps. Claudi Ptolemeu els torna a esmentar i els situa entre el Rin i el Weser i darrere d'aquest riu fins a l'Elba, és a dir, els territoris de l'antiga confederació dels queruscs, cosa que suposaria un increment del seu poder. Tanmateix, després tornen a desaparèixer dels relats històrics.
A mitjan segle ii van emigrar cap al Danubi i el travessaren al costat de grups lugis (victofals i lacrings). Un petit incís de Pere Patrici, historiador romà d'Orient del segle vi, els situa a la meitat del segle iii com a aliats dels obis (obii) a la frontera de Pannònia.
Cap al 370, dirigits per Agelmund, van avançar fins a més enllà del Vístula i van arribar al nord dels Carpats, si bé van quedar sotmesos als huns. Independitzats a la mort d'Àtila, es van establir en les terres entre el Vístula i l'Oder sota el seu cabdill Gedeoc (cap al 488), i es van convertir a l'arrianisme.
No tingueren grans enfrontaments amb els romans fins a l'època de les grans migracions germanes del segle v. A final d'aquesta centúria, els longobards ocuparen el que avui és Àustria, territori anteriorment ocupat pels rugis. El 490, van ser sotmesos pels hèruls, però el 510 es van independitzar sota la direcció de Tat (Tatus) i van ocupar la riba esquerra del Danubi a la zona de Pannònia, on van sotmetre els quades, una tribu dels sueus, i des d'allà es van estendre a les planures hongareses a mitjans del segle vi, quan van comptar amb cabdills forts: Waccho, Gualtari, i Alduí, època en què es van estendre fins al Danubi i van ocupar les gran planes a la regió del riu Theiss, on es van enfrontar amb els gèpides.
Justinià I va deixar que s'establissin en aquesta província amb l'objectiu de tenir-los com a aliats i que servissin de barrera a Itàlia contra les invasions d'altres pobles bàrbars i els va donar terres i diners. Justinià els va ajudar en la guerra contra els gèpides, que Alduí va derrotar. Com a contrapartida, els longobards van lluitar contra els ostrogots. El rei Alboí, successor d'Alduí, va acabar d'eliminar els gèpides mitjançant una aliança amb els àvars. Segons el relat tradicional, l'aliança amb els àvars comportava la cessió a aquestos dels territoris longobards, i foren invitats pel general Narses, per motius de revenja, a establir-se a Itàlia. Tanmateix, fou ben segur la pressió dels àvars el fet que els van empènyer a desplaçar-se cap a Itàlia, sota el comandament del seu rei Alboí, l'any 568, quan van fundar el Regne de Llombardia o Longobardia.

## Regne dels llombards
Els longobards van travessar els Alps quan Flavi Longí, que havia succeït a Narses al govern d'Itàlia amb el títol d'exarca de Ravenna, estava desprevingut. Van apoderar-se del Friül i Milà. Posteriorment, va caure la ciutat de Pavia (l'any 572), on els reis llombards van fixar la seva cort, i la seva residència principal. Eixamplaren els seus límits fins a la regió que actualment s'anomena Llombardia (i que agafà el nom d'aquest poble germànic) i la Toscana, i van arribar a les portes de Roma i Ravenna. El regnat d'Alboí va durar poc més de tres anys, però fou suficient per a conquerir tot el nord d'Itàlia. A més, els longobards capitanejats per Zotto, crearen dos ducats al sud d'Itàlia, els de Spoleto i Benevent, que es mantingueren semiindependents dels longobards del nord, i subsistiren fins al segle xii. Al centre, els romans d'Orient aconseguiren mantenir el control sobre l'exarcat de Ravenna, que incloïa la ciutat de Roma.
Durant la seva migració, els longobards estaven organitzats en fares, que en el moment d'establir-se a la península Itàlica es van transformar en 36 ducats. El rei llombard governava sobre tots aquests i cada duc podia delegar funcions en uns administradors anomenats gastalds. Inicialment pagans, els llombards havien adoptat el cristianisme arrià i això provocà molts conflictes amb els catòlics romans, i es veieren involucrats en la qüestió que s'anomena cisma dels tres capítols.
Alboí s'havia casat el 566 amb Rosamunda, la filla del rei gèpid Cunimond, que havia estat derrotat pels longobards. Aquesta matà el seu marit a Verona i posteriorment fugí a Ravenna. El seu successor, Clef, també fou assassinat al cap de només divuit mesos. Això provocà un període d'inestabilitat de deu anys, en què els diferents ducats es governaren independentment sense un rei per damunt. Finalment, davant del perill que suposaven els francs, el fill de Clef, Autari, fou escollit rei. Aquest aconseguí aturar una invasió del franc Khildebert II, que actuà amb el vistiplau de l'emperador romà d'Orient, Maurici.
Autari s'havia casat amb Teodolinda, filla del duc bavarès Garibald I. A la seva mort, el 590, el seu successor Agilulf es casà, també, amb Teodolinda. Aquesta era catòlica i aconseguí que el rei abjurés de l'arrianisme. Això provocà diverses lluites internes dins del regne entre partidaris d'un i altre vessant del cristianisme. Els seus successors foren Adaloald i Arioald, que s'havia casat amb una filla de Teodolinda, anomenada Gundeberga.
L'arribada de Rotari al poder suposà l'ascens d'un dels reis llombards més enèrgics. Aquest augmentà els seus territoris amb la Ligúria (643) i els territoris que l'Imperi encara tenia al Vèneto. A més, Rotari promulgà un edicte que duu el seu nom amb les lleis i costums del seu poble, escrit en llatí. El seu fill Rodoald, que li succeí, fou assassinat per una facció catòlica. Amb la mort d'Aripert I, el regne fou dividit entre els seus dos fills, Godepert i Pertarit, amb capitals a Pavia i Milà, respectivament. Un nou rei, Grimoald, fill del duc de Friül i Benevent, expulsà Pertarit del poder. Aquest cercà l'ajut d'àvars i francs i posteriorment dels romans d'Orient per recuperar el poder, però no ho aconseguí. No fou fins a la mort de Grimoald i el seu fill el 671 que Pertarit tornà de l'exili per recuperar el tron. Respecte a la seva política, promogué la tolerància entre arrians i catòlics. Els arrians no ho acceptaren, però finalment foren derrotats pel fill del rei, Cunnipert, que era procatòlic.
Les baralles de religió es mantingueren i el Regne longobard no es recuperà fins a l'arribada al poder de Liutprand. Aquest aconseguí un cert control sobre els ducats de Spoleto i Benevent i, aprofitant les diferències que hi havia entre el papa i l'emperador amb motiu de la lluita sobre la iconoclàstia, s'apoderà d'àmplies zones de l'exarcat de Ravenna i del ducat de Roma. També ajudà el franc Carles Martell a derrotar els àrabs a Poitiers. El seu successor, Aistulf de Friül, ocupà Ravenna, eliminà definitivament l'exarcat i intentà exercir el poder sobre Roma. El papa Gregori III va demanar ajut als francs de Pipí III, que derrotà els longobards, els quals foren obligats a retornar Ravenna, i es formaren d'aquesta manera els Estats Pontificis. El darrer rei longobard, Desideri d'Ístria, no va córrer millor sort. Decidí de nou obrir hostilitats contra el papa i entrà a Roma el 772. Paral·lelament, donà suport a Carloman I en contra del seu germà Carlemany. Aquest entrà a la Llombardia, ocupà Pavia i derrotà Desideri el 774. Posteriorment, es feu coronar rei dels longobards (es va fer dir rex Francorum et Langobardorum) i incorporà el territori als seus dominis i eliminà, així, el Regne longobard, que va reorganitzar seguint el model franc, substituint els ducs per comtes.

## Estats longobards del sud
Després de la caiguda del Regne longobard del nord a mans de Carlemany, els llombards només controlaren els territoris situats al sud dels Estats Pontificis. Els ducats del sud havien mantingut normalment un estatus semiindependent, sotmesos només nominalment al Regne longobard. L'any 774, el duc de Benevent Arechis II s'autoproclamà príncep. Els carolingis enviaren diversos exèrcits per sotmetre els territoris, però aquests foren de facto independents. L'any 839, el duc Sicard fou assassinat per Radelchis, que separà el ducat. El germà de Sicard, Siconulf fou nomenat príncep de Salern. Després d'una guerra civil de deu anys, el principat longobard restà definitivament dividit.
Aquest fet inspirà Landulf el Vell a crear un nou principat, el principat de Càpua, a final de segle. Els prínceps de Càpua conqueriren temporalment Benevent entre el 900 i el 982. Però el principat de Benevent, cada cop més disminuït, anà declinant en importància. Els longobards demanaren ajuda als normands en les seves disputes amb els romans d'Orient sobre els territoris de la Pulla i Calàbria i, amb el temps, els normands es convertiren en els governants del territori.
El principat de Salern visqué una època daurada sota els governs de Guaimar III i Guaimar IV, però sota Guisulf II el principat, el 1078, caigué a mans del normand Robert Guiscard, que s'havia casat amb la germana de Guisulf. El principat de Càpua caigué en mans del normand Ricard Drengot el 1058. Els capuans es revoltaren contra els normands el 1091 i expulsaren el fill de Ricard, Ricard II, i nomenaren Lando IV, però set anys més tard, el 1098, els normands en recuperaren el control.
D'aquesta manera, els longobards desaparegueren com a poble dominant a Itàlia en benefici dels francs al nord i dels normands al sud, després de cinc segles de presència a la península.